# Louis-Jules Trochu
Louis-Jules Trochu (12. března 1815 Le Palais – 7. října 1896 Tours) byl francouzský voják a politik, premiér Francie v letech 1870–1871, první předseda vlády třetí francouzské republiky, tzv. vlády národní obrany (v situaci prusko-francouzské války).

## Život
Vystudoval École spéciale militaire de Saint-Cyr. V roce 1840 byl povýšen na poručíka, v roce 1843 na kapitána. Sloužil v Alžírsku pod maršálem Bugeaudem, který ho za jeho statečnost v bitvách u Sidi Yussuf a Isly jmenoval svým pobočníkem. V roce 1845 byl povýšen na majora a v roce 1853 na plukovníka. Zúčastnil se krymské války, po níž byl jmenován divizním generálem. Znovu se vyznamenal jako velitel divize v italském tažení v roce 1859 (bitvy u Magenty a Solferina), za což získal velkokříž Čestné legie.
V roce 1866 nastoupil na ministerstvo války. V následujícím roce publikoval anonymně spis L'Armée française en 1867. Brožura způsobila nelibost u dvora. Byl propuštěn z ministerstva války a po vypuknutí prusko-francouzské války mu bylo odepřeno velení v poli. Až po sérii francouzských bojových blamáží byl císařem jmenován prvním velitelem vojsk v Châlons a brzy poté (17. srpna) guvernérem Paříže a vrchním velitelem všech sil určených k obraně hlavního města, včetně 120 000 pravidelných vojáků, 80 000 mobilizovaných vojáků a 330 000 příslušníků národní gardy.
Po celou dobu obléhání Paříže se projevoval jako mistr pasivní obrany. Po svržení monarchie a nastolení republiky ho pařížští republikáni udělali prvním premiérem nového státu (a zároveň byl formálně i hlavou státu). V bojích ale příliš úspěšný nebyl, neboť byl tlakem veřejného mínění donucen k několika marným výpadům. Premiérem zůstal až do podepsání příměří v únoru 1871. Poté byl zvolen do Národního shromáždění, ale v červenci 1872 odešel z politického života a v roce 1873 z armády.